# Cécile Loyer
Cécile Loyer, née le 30 janvier 1973 à Poissy en France, est une danseuse et chorégraphe française.

## Biographie
Cécile Loyer a été l'élève de Joëlle Bouvier et Régis Obadia au Centre national de danse contemporaine d'Angers de 1992 à 1994. Elle a fait ses débuts comme danseuse professionnelle dans la compagnie Fattoumi-Lamoureux, avant de travailler avec Catherine Diverrès. Ses interprétations et sa créativité dans Fruits (1996) et Corpus (1999) ont été particulièrement remarquées.
Elle s'est ensuite formée à la danse butoh auprès d'une élève de Kazuo Ohno, Mitsuyo Uesugi dont elle a été l'assistante,, (de 2000 à 2006). Son premier solo, Blanc, a été créé en grande partie au Japon, où elle a travaillé à Tokyo grâce à une bourse « Villa Médicis hors les murs ».
Depuis 2000, elle dirige sa propre compagnie, intitulée « C. Loy », tout en continuant être interprète avec divers chorégraphes. Elle a travaillé notamment avec Karine Ponties, Josef Nadj et Caterina Sagna.
Après sho-bo-gen-zo, un quatuor avec Josef Nadj, Akosh Szelevényi et Joëlle Léandre, elle a poursuivi sa collaboration avec cette dernière par la création d'un duo : Cascade (2011). Ses collaborations avec des musiciens sont nombreuses (création de Morpho(s) avec Eric Brochard) où se mêlent la danse et la musique improvisée.
Depuis 2006, elle enseigne également au Centre national de la danse à Pantin.
Elle développe actuellement un lieu de création et recherche pour artistes depuis 2011, La Pratique, situé à Vatan dans l'Indre.

## Principales chorégraphies
- 2003 : Pupi
- 2005 : Raymond (au paradis)
- 2008 : Soldats[6]
- 2009 : Morpho(s)
- 2011 : Moments d'absence
- 2012 : Cascade en collaboration avec Joëlle Léandre
- 2015 : Histoires vraies
- 2016 : Cirque

## Principales créations en tant qu'interprète
- 1996 : Fruits (C. Diverrès)
- 1999 : Corpus (C. Diverrès)
- 2001 : Capture d'un caillot (K. Ponties)
- 2008 : Entracte (J. Nadj)
- 2008 : Sho-bo-gen-zo (J. Nadj)
- 2012 : Bal en Chine (C. Sagna)